# Cassidy Freeman
Cassidy Freeman (Chicago, Illinois; 22 de abril de 1982) es una actriz estadounidense. Conocida por su trabajo como Lutessa Lena Luthor/Tess Mercer, en la serie producida por la CW, Smallville.

## Primeros años y educación
Freeman nació en Chicago, Illinois. Su padre proviene de una familia judía rusa, mientras que su madre es católica de ascendencia inglesa. Es la menor de cuatro hijos, con tres hermanos. Su hermano, Crispin Freeman, es actor de voz, mientras que su hermano Clark es actor y músico.

## Carrera

### Actriz
Freeman ha aparecido en varios cortometrajes, largometrajes y series de televisión. Freeman interpretó el papel principal de Veronica Sharpe en el cortometraje de 2006 Razor Sharp, que ganó el premio a la "Mejor película de acción" en el Festival Internacional de Cine Independiente Comic-Con de 2007. También protagonizó la película de suspenso de 2010 YellowBrickRoad .
En septiembre de 2008, comenzó a protagonizar el drama inspirado en Superman de The CW, Smallville , donde interpretó a Tess Mercer después de la partida de Lex Luthor de Michael Rosenbaum y continuó en este papel hasta que el programa terminó en mayo de 2011.
El 13 de enero de 2012, se confirmó que Freeman tendría una breve carrera de tres episodios como Sage, en la tercera temporada del drama de fantasía de The CW The Vampire Diaries. Entre 2012 y 2017, Freeman interpretó a Cady Longmire en el drama criminal de A&E y (más tarde)  Longmire de Netflix.
En 2016, interpretó a la espía rusa Eva Azarova en un crossover de dos episodios en NCIS y NCIS: New Orleans; regresó como Azarova en dos episodios de 2017 de NCIS: Nueva Orleans. Coprotagonizó junto a Will Patton The Forever Purge (2021), la quinta película de la franquicia The Purge. Desde 2019, Freeman ha protagonizado a Amber Gemstone en la serie de HBO The Righteous Gemstones, con su cuarta temporada esperando un estreno en 2025.

### Música
Freeman, su hermano Clark Freeman y Andy Mitton formaron una banda llamada The Real D'Coy, en la que Freeman canta y toca el piano.

### Acusaciones contra Jeremy Piven
En noviembre de 2017, Freeman acusó al actor Jeremy Piven de comportamiento depredador y dijo en una publicación de Instagram: "Sé lo que hiciste e intentaste hacerme cuando era demasiado joven". Presentó sus acusaciones después de que la actriz Ariane Bellamar acusara a Piven de acoso sexual.

## Filantropía
Mientras era miembro del elenco de Smallville, The CW escribió que Freeman era un miembro activo de Heal the Bay , un grupo ambientalista de Santa Mónica, California. La cadena también escribió que Freeman fue voluntario en el Virginia Avenue Project, una organización sin fines de lucro de Santa Mónica que utiliza las artes escénicas en un programa gratuito después de la escuela.

## Filmografía
- The Vampire Diaries - Sage
- Smallville -  Lutessa Lena Luthor/Tess Mercer (2008-2011)
- Cold Case - Laura McKinney
- Starlet - Courtney
- Austin Golden Hour - Charlie
- Finishing the Game: The Search for a New Bruce Lee - Shirley
- Razor Sharp - Veronica Sharpe
- Once Upon a Time - Jack
- Longmire - Cady Longmire (2012-2017)
- Paradise - Primera Dama Jessica Bradford (2025-presente)[14]